# Idina Menzel
Idina Kim Menzel (IPA: [ɪˈdiːnə mɛnˈzɛl]), nata Mentzel (New York, 30 maggio 1971) è un'attrice e cantante statunitense, apprezzata interprete di musical teatrali e di pellicole cinematografiche.
Nominata per ben tre Tony Award, di cui uno vinto, Idina Menzel è nota per la potente voce da mezzosoprano e per il suo caratteristico belting.

## Biografia
Idina Menzel nasce il 30 maggio del 1971 nel Queens, New York (sebbene altre fonti menzionino Syosset, sull'isola di Long Island, nello Stato di New York, dove tra l'altro è cresciuta), da una famiglia ebraica di origini russe, figlia di Stuart Mentzel, proprietario di un negozio di abbigliamento e di Helene Goldberg, una terapista; i suoi genitori divorziarono quando aveva quindici anni. Debuttò a Broadway nel 1995, interpretando il ruolo di Maureen nel musical Rent, ottenendo una nomination al Tony Award come miglior attrice non protagonista.
Tra le interpretazioni successive a Broadway spiccano quella di Dorothy in Summer of '42, Amneris nell'Aida musicata da Elton John e Sheila nella versione di Hair prodotta da Encores!. Ha inoltre partecipato alle produzioni Off-Broadway di Rent e I monologhi della vagina e nel cast originale di The Wild Party, per il quale è stata candidata al Drama Desk Award nel 2000. Nel 2002 è tornata a Broadway nel ruolo di Fanny Brice nella versione concertistica di Funny Girl.
Nel 1998 Menzel si è esibita al festival musicale estivo Lilith Fair e ha inciso il suo album di esordio, Still I Can't Be Still, successivamente ha pubblicato Here, contenente brani originali con testi scritti dalla cantante stessa e il più recente I Stand. Dall'ottobre 2003 al gennaio 2005 è protagonista del musical campione di incassi Wicked, ottenendo, per la sua interpretazione di Elphaba, il Tony Award come attrice protagonista. Dopo alcuni ruoli minori in film e serie tv la sua carriera cinematografica ha preso il via nel 2005, quando ha ripreso il ruolo di Maureen nella versione cinematografica di Rent, proseguendo con le pellicole Chiedi alla polvere e Come d'incanto. Nel 2006 ottiene una nuova candidatura al Drama Desk Award per la sua interpretazione nello spettacolo Off-Broadway See What I Wanna See.
Idina ha anche partecipato alla prima, terza e quarta stagione della serie americana Glee, in cui interpretava la parte della coach della squadra avversaria, i Vocal Adrenaline prima, direttrice del secondo Glee Club del Liceo McKinley Le Note Moleste poi. È madre biologica di una delle protagoniste, Rachel Berry, figlia adottiva di due padri gay. Ritrova un grande successo grazie al film di animazione Disney Frozen - Il regno di ghiaccio, in cui doppia Elsa, la regina delle nevi. Menzel ha interpretato tutte le canzoni del personaggio, inclusa Let It Go, vincitrice dell'Oscar; Idina ha interpretato la canzone anche alla cerimonia di consegna dei prestigiosi premi.
A ottobre del 2014 ha pubblicato l'album natalizio Holiday Whishes. Nel 2016 ha pubblicato l'album Idina., da cui sono stati estratti i singoli Queen of Swords e Small Words. Nel 2019 Idina è di nuovo protagonista di Frozen II - Il segreto di Arendelle, dove presta nuovamente la voce ad Elsa, interpretando le relative canzoni. Nello stesso anno ha pubblicato il suo secondo album natalizio, Christmas: A Season of Love. Nel 2021 interpreta la matrigna cattiva nel juke-box musical cinematografico Cenerentola, nuova trasposizione dell'omonima fiaba.

## Vita privata
Nel 2003 ha sposato l'attore Taye Diggs, con il quale ha avuto un figlio, Walker, nato il 1º settembre 2009. A dicembre del 2013 la coppia annuncia la loro separazione ed hanno divorziato l'anno dopo. Nel 2016 ha iniziato una relazione con l'attore Aaron Lohr, che ha poi sposato l'anno seguente.

## Teatro
- Rent, musiche di Jonathan Larson, regia di Jonathan Larson. New York Theatre Workshop (1994); Nederlander Theatre (1996-1997)
- The Wild Party, musiche di Andrew Lippa, regia di Gabriel Barre. Manhattan Theatre Club (2000)
- Hair, musiche di Galt MacDermot. New York City Center (2001)
- Aida, musiche di Elton John, regia di Robert Falls. Palace Theatre (2001)
- I monologhi della vagina, scritto da Eve Ensler. Westside Theatre (2002)
- Funny Girl, musiche di Jule Styne, regia di Peter Flynn. New Amsterdam Theatre (2002)
- Wicked, musiche di Stephen Schwartz, regia di Joe Mantello. Gershwin Theatre (2003-2005); Apollo Victoria Theatre (2006)
- See What I Wanna See, musiche di Michael John LaChiusa, regia di Ted Sperling. Public Theater (2005)
- Chess, musiche di Benny Andersson e Björn Ulvaeus. Royal Albert Hall (2008)
- If/Then, musiche di Tom Kitt, regia di Michael Greif. Richard Rodgers Theatre (2014-2016)
- Skintight, scritto da Joshua Harmon, regia di Daniel Aukin. Roundabout Theatre Company (2018-2019)
- Gutenberg! The Musical!, musiche di Scott Brown e Anthony King, regia di Alex Timbers. James Earl Jones Theatre (2023)
- Redwood, musiche di Kate Diaz, regia di Tina Landau. LaJolla Playhouse (2024); Nederlander Theatre (2025)

## Filmografia

### Attrice

#### Cinema
- Kissing Jessica Stein, regia di Charles Herman-Wurmfeld (2001)
- Just a Kiss, regia di Fisher Stevens (2002)
- The Tollbooth, regia di Debra Kirschner (2004)
- Rent, regia di Chris Columbus (2005)
- Chiedi alla polvere (Ask the Dust), regia di Robert Towne (2006)
- Come d'incanto (Enchanted), regia di Kevin Lima (2007)
- Diamanti grezzi (Uncut Gems), regia di Josh e Benny Safdie (2019)
- Cenerentola (Cinderella), regia di Kay Cannon (2021)
- Come per disincanto - E vissero infelici e scontenti (Disenchanted), regia di Adam Shankman (2022)
- Non sei invitata al mio bat mitzvah (You Are So Not Invited to My Bat Mitzvah), regia di Sammi Cohen (2023)
- Wicked, regia di Jon M. Chu (2024)

#### Televisione
- Rescue Me – serie TV, episodio 1x13 (2004)
- Kevin Hill – serie TV, episodi 1x21–1x22 (2005)
- Private Practice – serie TV, episodi 2x20–2x21 (2009)
- Glee – serie TV, 12 episodi (2010–2013)
- Julie's Greenroom – serie TV, episodi 1x01-1x13 (2017)
- Beaches, regia di Allison Anders – film TV (2017)

### Doppiatrice

#### Cinema
- Frozen - Il regno di ghiaccio (Frozen), regia di Chris Buck e Jennifer Lee (2013)
- Frozen Fever, regia di Chris Buck e Jennifer Lee – cortometraggio (2015)
- Frozen - Le avventure di Olaf (Olaf's Frozen Adventures), regia di Kevin Deters – cortometraggio (2017)
- Ralph spacca Internet (Ralph Breaks the Internet), regia di Rich Moore e Phil Johnston (2018)
- Frozen II - Il segreto di Arendelle (Frozen II), regia di Chris Buck e Jennifer Lee (2019)

#### Televisione
- Hercules (Hercules: The Animated Series) – serie TV, episodio 1x25 (1998)
- Arthur – serie TV, episodio 18x10 (2015)
- Lego Frozen Northern Lights, regia di Chris Buck – film TV (2016)

#### Videogiochi
- Disney Infinity (2013)
- Disney Infinity 2.0: Marvel Super Heroes (2014)
- Disney Infinity 3.0 (2015)
- Kingdom Hearts III (2019)

## Programmi televisivi
- Great Performances – programma televisivo, puntata 37x19 (2009)
- The Glee Project – programma televisivo, 2 puntate (2009)
- A Very Wicked Halloween, regia di Joe Mantello – speciale TV (2018)

## Discografia

### Album in studio
- 1998 – Still I Can't Be Still
- 2004 – Here
- 2008 – I Stand
- 2014 – Holiday Wishes
- 2016 – Idina.
- 2019 – Christmas: A Season of Love
- 2023 – Drama Queen

### Album dal vivo
- 2012 – Live: Barefoot at the Symphony
- 2018 – Idina: Live

### Colonne sonore
- 1996 – Rent
- 2000 – The Wild Party
- 2003 – Wicked
- 2006 – See What I Wanna See
- 2009 – Chess
- 2013 – Frozen
- 2014 – If/Then
- 2019 – Frozen II
- 2022 – Disenchanted

### Extended play
- 2007 – Defying Gravity
- 2008 – Gorgeous
- 2010 – Idina Menzel
- 2017 – Beaches

### Singoli
- 1998 – Minuet
- 2006 – Take Me or Leave Me (con Tracie Thoms)
- 2007 – Defying Gravity
- 2007 – Brave
- 2007 – Gorgeous
- 2008 – Hope
- 2013 – You Learn to Live Without
- 2014 – Let It Go
- 2015 – Making Today a Perfect Day (con Kristen Bell)
- 2016 – Queen of Swords
- 2017 – Small World
- 2019 – Into the Unknown (con Aurora)
- 2022 – Love Power
- 2023 – Move
- 2023 – Dramatic
- 2023 – Beast

### Singoli promozionali
- 2019 – A Hand for Mrs. Claus (feat. Ariana Grande)

## Riconoscimenti
- Critics' Choice Awards
  - 2006 – Candidatura per il miglior cast corale per Rent
- Drama Desk Award
  - 2000 – Candidatura per la migliore attrice non protagonista in un musical per The Wild party
  - 2004 – Candidatura per la migliore attrice protagonista in un musical per Wicked
  - 2005 – Candidatura per la migliore attrice protagonista in un musical per See What I Wanna See
  - 2014 – Candidatura per la migliore attrice protagonista in un musical per If/Then
- Drama League Award
  - 2004 – Candidatura per la miglior performance per Wicked
  - 2005 – Candidatura per la miglior performance per See What I Wanna See
  - 2014 – Candidatura per la miglior performance per If/Then
  - 2018 – Premio alla carriera
- Obie Award
  - 1995 – Premio speciale per Rent
- Outer Critics Circle Award
  - 2004 – Candidatura per la migliore attrice protagonista in un musical per Wicked
- Tony Award
  - 1996 – Candidatura per la miglior attrice non protagonista in un musical per Rent
  - 2004 – Miglior attrice protagonista in un musical per Wicked
  - 2014 – Candidatura per la miglior attrice protagonista in un musical per If/Then
- Washington D.C. Area Film Critics Association
  - 2005 – Candidatura per il miglior cast per Rent

## Doppiatrici italiane
Nelle versioni in italiano delle opere in cui ha recitato, Idina Menzel è stata doppiata da:
- Laura Lenghi in Come d'incanto, Come per disincanto - E vissero infelici e scontenti (dialoghi)
- Georgia Lepore in Rent
- Alessandra Korompay in Chiedi alla polvere
- Irene Di Valmo in Glee
- Francesca Fiorentini in Diamanti grezzi
- Serena Autieri in Cenerentola
- Claudia Paganelli in Come per disincanto - E vissero infelici e scontenti (canto)
- Barbara De Bortoli in Non sei invitata al mio bat mitzvah
- Naomi Rivieccio in Wicked

Da doppiatrice è sostituita da:
- Serena Autieri in Frozen - Il regno di ghiaccio, Frozen Fever, Frozen - Le avventure di Olaf, Ralph spacca Internet, Frozen II - Il segreto di Arendelle, Once Upon a Studio